# Hataraku maō-sama!
Hataraku maō-sama! (はたらく魔王さま!, litt. « Roi-démon qui travaille ! ») est une série de light novel écrite par Satoshi Wagahara et illustrée par 029. Elle est aussi connue sous son nom anglais The Devil Is a Part-Timer! (litt. « Le diable est un employé à temps partiel ! »). L'histoire raconte celle d'un roi-démon nommé Sadao Maō qui cherchait à conquérir le monde d'Ente Isla mais, confronté au héros Emilia, il est contraint de se replier à travers un portail qui le transporte à Tokyo, au Japon. Pour survivre et trouver un moyen de retourner à Ente Isla, Satan obtient un emploi à temps partiel dans un restaurant de restauration rapide appelé MgRonald.
Kadokawa (anciennement ASCII Media Works) a édité vingt-six volumes dans sa collection Dengeki Bunko entre février 2011 et août 2020. Une adaptation en manga d'Akio Hiiragi est prépubliée dans le Monthly Comic Dengeki Daioh d'ASCII Media Works tandis qu'une série dérivée de manga par Kurone Mishima était publiée dans le Dengeki Maoh. Une adaptation en série télévisée d'animation par le studio White Fox est diffusée pour la première fois au Japon entre avril et juin 2013 ; une seconde saison, cette fois ci par le studio 3Hz est diffusée entre le 14 juillet 2022 et le 29 septembre 2022.

## Synopsis
Le roi-démon Satan cherche à conquérir le monde d'Ente Isla en annexant ses quatre continents avec l'aide de ses généraux démons Alciel, Lucifer, Malacoda et Adramelech. À la suite de leur confrontation avec le héros Emilia Justina et ses compagnons après qu'ils ont tué Malacoda et Adramelech, Satan Jacob et Alciel s'échappent d'Ente Isla par un portail qui les mène tout droit à Tokyo. Cependant, en raison du manque de magie dans le monde moderne, Satan et Alciel prennent la forme de ce qui représente leur apparence humaine. Afin de survivre dans ce monde, Satan Jacob prend un travail à temps partiel dans un restaurant de restauration rapide nommé MgRonald tandis qu'Alciel lui sert de domestique. Un jour, Satan Jacob, qui se fait maintenant appeler Sadao Maō, rencontre une fille qui se révèle être Emilia sous la forme d'Emi Yusa. L'histoire se déroule ensuite et explore les personnalités de chacun des personnages et leurs valeurs morales. D'autres personnages d'Ente Isla font également leur apparition et affrontent aussi les nouveaux dilemmes du monde, de façon souvent comique.

## Personnages

### Personnages principaux
Sadao Maō (真奥 貞夫, Maō Sadao) / Satan Jacob (サタン・ジャコブ, Satan Jakobu)
Voix japonaise : Shinobu Matsumoto (ja) (drama CD), Ryōta Ōsaka (ja), voix française : Arnaud Laurent (anime),
Satan Jacob est le roi-démon d'Ente Isla. À cause des actions du héros Emilia Justina et de ses compagnons, il a été transporté à Tokyo avec Alciel, tout en étant transformé en humain. Pour survivre dans le Japon moderne, il adopte un nom japonais similaire à son nom d'origine appelé Sadao Maō et travaille à temps partiel dans une franchise de MgRonald, pour finalement être promu à un poste à plein temps en tant que directeur adjoint d'équipe. Lui et d'autres démons peuvent reprendre leur forme originale quand les gens autour d'eux sont remplis de désespoir. Néanmoins, lorsqu'il se change en démon, il utilise ses pouvoirs pour de bonnes actions comme la réparation de la ville, ce qui rend toujours les personnages confus en raison de sa position de roi-démon. Tout au long de la série, sa personnalité actuelle est souvent remise en question bien qu'il soit démontré plus tard qu'il a toujours été comme cela et qu'il n'a jamais été le malfaisant « Overlord » que les gens d'Ente Isla avaient redouté et haïssaient; en réalité, il a réalisé des « mauvaises » actions afin d'aider son peuple, les autres démons. Comme il l'a expliqué à Emilia lorsqu'il a sauvé Chiho, il veut juste protéger les personnes sous sa charge et autour de lui. Quand il était plus jeune, il a été sauvé et éduqué par la mère d'Emi, Lailah. Elle lui a également donné un fragment de Sephiroth qui est devenu plus tard sa fille et d'Emi nommée Alas Ramus.
Emi Yusa (遊佐 恵美, Yusa Emi) / Emilia Justina (エミリア・ユスティーナ, Emiria Yusutiina)
Voix japonaise : Yū Asakawa (drama CD), Yōko Hikasa, voix française : Rune Carmes (anime),,
Emilia est le héros aux longs cheveux magenta qui a résisté à Satan. Après avoir contraint ce dernier à se retirer d'Ente Isla, Emilia Justina le poursuit jusqu'au Japon pour s'assurer qu'il est éliminé. Comme Sadao, elle perd la plupart de ses pouvoirs magiques à son arrivée et est obligée de prendre un nom japonais, Emi Yusa, et de trouver un emploi d'agent de centre d'appels. Son père était humain et sa mère était une archange. Cependant, durant son enfance, Lucifer, un des généraux de Satan, a mené une armée de démons pour attaquer son village, entraînant la mort de son père. Cela se révèle être la raison pour laquelle elle veut tuer Satan. Cependant, il a été révélé plus tard que son père était vivant. Emi est ensuite licenciée de son poste au centre d'appels et obtient un nouvel emploi chez MgRonald où elle travaille avec Sadao et Chiho. Plus tard, elle développe des sentiments pour Sadao dans les light novel.
Shirō Ashiya (芦屋 四郎, Ashiya Shirō) / Alciel (アルシエル, Arushieru)
Voix japonaise : Takehito Koyasu (drama CD), Yūki Ono, voix française : Laurent Gris (anime),,
Alciel est l'un des généraux de Satan, qui a également été transporté au Japon avec lui. Extrêmement fidèle à Satan, Alciel s'occupe des tâches domestiques à la maison et recherche des moyens de retrouver leurs pouvoirs magiques. Sur Terre, Alciel prend la forme de Shirō Ashiya qui opère comme l'homme de ménage de Sadao. Chaque fois qu'il échoue dans ses fonctions, il est extrêmement déçu de ne pas avoir fait un meilleur travail pour aider son maître, subissant même des problèmes émotionnels. Il est aussi extrêmement frugal dans ses habitudes de consommation, ayant déjà eu recours à une grande quantité de restes d'udon pour se nourrir alors qu'ils étaient sur le point d'être périmés (ce qui lui a provoqué de sévères maux d'estomac).
Chiho Sasaki (佐々木 千穂, Sasaki Chiho)
Voix japonaise : Nao Tōyama, voix française : Valérie Bachère,,
Chiho est une lycéenne qui est l'amie et la collègue de Sadao au MgRonald, pour qui elle a des sentiments pour ce dernier. Chiho est une adolescente normale de petite taille avec une silhouette très pulpeuse, ce qui est noté par plusieurs personnes et envié par d'autres filles, en particulier Emi. Elle peut entendre et comprendre le langage d'Ente Isla à cause d'un sort de communication qui l'a accidentellement ciblée alors qu'il était destiné à Emi, car le sort ciblait ceux qui pensaient à Sadao en permanence. Elle apprend plus tard à utiliser le sortilège Idea Link pour lui permettre d'alerter les autres si elle est toujours en danger.
Hanzō Urushihara (漆原 半蔵, Urushihar, Urushihara Hanzō) / Lucifer (ルシフェル, Rushiferu)
Voix japonaise : Hiro Shimono, voix française : Esteban Oertli,,
Lucifer est un ange déchu et l'un des généraux de Satan. Après que ce dernier ait été transporté dans le monde humain, Lucifer et Olba ont conclu un accord afin de le vaincre, Olba lui promettant de le renvoyer au paradis. Après avoir été vaincu par Satan, Lucifer emménage dans l'appartement de Sadao et Shirō. Il est bon avec la technologie et aime jouer aux jeux vidéo. Après avoir commis une série de vols avec Olba avant d'être battu par Sadao, il doit rester isolé pour éviter la police. À son irritation, il est généralement appelé hikikomori ou NEET, même lorsque les invités sont présents. Sa mère est le chef actuel des anges, Ignora, et son père était l'ancien roi-démon, Sataniel.
Suzuno Kamazuki (鎌月 鈴乃, Kamazuki Suzuno) / Crestia Bell (クレスティア・ベル, Kuresutia Beru)
Voix japonaise : Kanae Itō,
La voisine de Sadao. Elle porte toujours un kimono. Suzuno est le grand inquisiteur de l'Église d'Ente Isla qui, comme Emi, est venue tuer Sadao. Contrairement à Emi, elle a apparemment du mal à s'adapter à la vie moderne du Japon et se retrouve facilement en difficulté, en particulier avec la technologie japonaise. Elle a brièvement fait équipe avec Sariel pour éliminer Sadao et Emi après que Sariel lui ait rappelé ses devoirs de grand inquisiteur, mais après avoir vu Sadao s'inquiéter pour Chiho et réalisé qu'elle apprécie son amitié avec Emi et Chiho, elle se retourne finalement contre Sariel en aidant Chiho à évacuer la zone pendant que Satan et Sariel s'affrontent. Elle porte un maillet géant qui peut se changer en une épingle à cheveux en forme de fleur.

### Autres personnages
Rika Suzuki (鈴木 梨香, Suzuki Rika)
Voix japonaise : Asuka Nishi (ja),
L'amie et collègue d'Emi au centre d'appel qui développe des sentiments romantiques pour Shirō. Elle apprend plus tard la vérité sur tout le monde et s'implique dans leurs problèmes.
Mayumi Kisaki (木崎 真弓, Kisaki Mayumi)
Voix japonaise : Yumi Uchiyama,
La gérante du MgRonald où travaillent Sadao et Chiho.
Emeralda Etuva (エメラダ・エトゥーヴァ, Emerada Etūva)
Voix japonaise : Azumi Asakura (ja),
L'amie et camarade d'Emilia d'Ente Isla. Elle maîtrise l'alchimie et est un magicien de la cour. Emeralda est l'officielle la plus haut placée qui sert directement le souverain du Saint-Empire Saint-Aire, la plus grande nation du continent occidental. Après son retour de la Terre, elle semble avoir développé un goût pour les Pocky et les commodités modernes telles que le téléphone.
Albert Ende (アルバート・エンデ, Arubāto Ende)
Voix japonaise : Hiroki Yasumoto,
Également un ami et un compagnon d'arme d'Emilia à Ente Isla avec une force et une rapidité accrues.
Olba Meyer (オルバ・メイヤー, Oruba Meiyā)
Voix japonaise : Katsuhisa Hōki (ja),
L'archevêque sans scrupules de l'Église d'Ente Isla. Il a trahi Emilia et a temporairement uni ses forces avec Lucifer pour tuer elle et Satan Jacob. À la suite de l'échec de ses plans, il est arrêté par la police. Il avait travaillé avec l'Église corrompue d'Ente Isla pour tuer ceux qui s'opposaient à eux, tels que les membres de l'Ordre des Chevaliers Alliés et tous ceux qui leur étaient affiliés. Il était le supérieur de Crestia et lui confiait fréquemment des tâches impliquant le massacre brutal des ennemis de l'Église. Après sa perte contre Satan à Sasakuza, il est placé sous surveillance dans un hôpital où il reprend conscience après un certain temps. Après s'être échappé, il tente de rétablir son contrat avec Lucifer et continue à aider Sariel dans sa bataille contre Satan en lançant un sort pour augmenter sa puissance. Il s'est avéré qu'il avait été dupé par Lucifer en créant une panique avec le sortilège de Lune, ce qui amène Satan à retrouver sa magie et à vaincre Sariel. Après la défaite de Sariel, il est à nouveau vaincu et retenu, cette fois, par Lucifer.
Mitsuki Sarue (猿江 三月, Sarue Mitsuki) / Sariel (サリエル, Sarieru)
Voix japonaise : Yūichi Iguchi (ja)
Un archange utilisé par l'Église d'Ente Isla dans le cadre de leur Inquisition d'exécution avec Crestia Bell. Il attaque d'abord Emilia dans un konbini sous un déguisement. Pour se renseigner sur Satan Jacob et Emilia dans le monde humain, il s'est forgé l'identité de « Mitsuki Sarue », affirmant être le directeur de la nouvelle franchise de Sentucky Fried Chicken à Hatagaya. Il finit par faire équipe avec Crestia dans le but d'éliminer Emilia et Satan Jacob. Son arme est une grande faux, et il possède un pouvoir appelé « Daten no jagankō » (堕天の邪眼光, litt. « Le Mauvais Œil du Déchu »), une magie capable d'annuler tous les pouvoirs sacrés, comme on le voit lorsqu'il combat Emilia. Au cours de son combat contre Emilia, il exige qu'elle rende au ciel l'épée sacrée « Better Half » (片翼, Betāhāfu). Il a vaincu et torturé Emilia en prenant Chiho en otage mais il est finalement vaincu par Satan Jacob. Il tire sa magie de la lune, son pouvoir augmentant à mesure qu'il se rapproche de lui. Il a également des tendances perverses, montrées quand il exprime le désir de déshabiller Chiho dans ses expériences pour apprendre comment elle a été influencée par la magie de Satan. Après sa défaite, il développe une passion immédiate pour la gérante du MgRonald, au grand dam d'Emilia.
Miki Shiba (志波 美輝, Shiba Miki)
Voix japonaise : Kimiko Saitō (ja)
Elle est la propriétaire des appartements du bâtiment « Villa Rosa Sasazuka » où vivent Sadao Maō et Suzuno Kamazuki. Elle est très obèse et semble en savoir plus qu'un Japonais sur les visiteurs d'Ente Isla. Il est révélé plus tard qu'elle et sa nièce sont des gardiens de la Terre semblables à Dieu.
Yuki Mizushima (水島 由姫, Mizushima Yuki)
Voix japonaise : Mamiko Noto
La directrice de la succursale du MgRonald de Fushima Park.
Acies Ara (アシエス・アーラ, Ashiesu Āra)
La petite sœur d'Alas Ramus et un autre fragment de « Yesod ». Elle vit avec le père d'Emi, Nord Justinia. Elle fusionne plus tard avec Maō pour l'aider à devenir plus puissant.
Alas Ramus (アラス・ラムス, Arasu Ramusu)
La « fille » de Satan et d'Emilia. Elle a été formée par « Yesod » et amenée au Japon par Lailah, la mère d'Emilia et le sauveur de Satan. Elle fusionne plus tard avec l'épée d'Emi pour l'aider à devenir plus puissante.

## Productions et supports

### Light novel
La série de light novel Hataraku maō-sama! (はたらく魔王さま!) est écrite par Satoshi Wagahara avec des illustrations de 029. Wagahara a inscrit le premier volume de la série, intitulé Maōjō wa rokujō hitoma! (魔王城は六畳一間!), à la 17e édition du Grand prix du roman Dengeki en 2010 et a remporté le prix d'argent. Le premier volume est publié par ASCII Media Works le 10 février 2011 dans sa collection Dengeki Bunko ; l'histoire principale est composée au total de vingt-et-un volumes dont le dernier est sorti en août 2020,. 
Deux romans préquelles ont également été publiés,. Des histoires secondaires se déroulant entre différents volumes de la série principale sont publiées sous le titre Hataraku maō-sama! SP (はたらく魔王さま！SP),. Un autre roman dérivé, intitulé Hataraku maō-sama no meshi! (はたらく魔王さまのメシ！) et centré sur la cuisine des personnages, est sorti en février 2019.
En Amérique du Nord, la maison d'édition Yen Press publie la version anglaise de la série sous le titre The Devil Is a Part-Timer! depuis avril 2015,.

#### Liste des volumes
| no | Japonais          | Japonais          |
| no | Date de sortie    | ISBN              |
| --- | ----------------- | ----------------- |
| 1 | 10 février 2011   | 978-4-0487-0270-6 |
| 2 | 10 juin 2011      | 978-4-0487-0547-9 |
| 3 | 10 novembre 2011  | 978-4-0487-0815-9 |
| 4 | 10 février 2012   | 978-4-04-886344-5 |
| 5 | 8 juin 2012       | 978-4-04-886654-5 |
| 6 | 10 octobre 2012   | 978-4-04-886990-4 |
| 7 | 10 février 2013   | 978-4-04-891406-2 |
| 8 | 10 avril 2013     | 978-4-04-891580-9 |
| 9 | 10 août 2013      | 978-4-04-891854-1 |
| 10 | 10 décembre 2013  | 978-4-04-866161-4 |
| 11 | 10 mai 2014       | 978-4-04-866554-4 |
| 0 | 10 septembre 2014 | 978-4-04-866900-9 |
| 12 | 10 février 2015   | 978-4-04-869252-6 |
| 13 | 10 juin 2015      | 978-4-04-865205-6 |
| 14 | 10 septembre 2015 | 978-4-04-865379-4 |
| 15 | 10 février 2016   | 978-4-04-865750-1 |
| 16 | 10 juin 2016      | 978-4-04-892118-3 |
| 0-II | 10 septembre 2016 | 978-4-04-892358-3 |
| 17 | 10 mai 2017       | 978-4-04-892892-2 |
| 18 | 10 janvier 2018   | 978-4-04-893572-2 |
| SP | 9 juin 2018       | 978-4-04-893877-8 |
| Situé entre le 5e et 6e volume de la série principale, on y suit nos personnages travaillant dans l'agriculture. Il reprend essentiellement le contenu du volume 5.5 sorti avec l'édition limitée du premier coffret Blu-ray/DVD. |                   |                   |
| SP2 | 10 août 2018      | 978-4-04-893915-7 |
| Situé entre le 2e et 3e volume de la série principale, on y suit le quotidien de nos six personnages principaux. Il reprend essentiellement le contenu du volume 2.8 sorti avec l'édition limitée du sixième coffret Blu-ray/DVD. |                   |                   |
| 19 | 7 septembre 2018  | 978-4-04-912022-6 |
| 20 | 7 décembre 2018   | 978-4-04-912204-6 |
| Meshi | 9 février 2019    | 978-4-04-912326-5 |
| 21 | 7 août 2020       | 978-4-04-912678-5 |

### Manga
Une adaptation en manga, dessinée par Akio Hiiragi, est lancée dans le numéro de février 2012 du magazine de prépublication de shōnen manga Monthly Comic Dengeki Daioh, sorti le 27 décembre 2011,. Cette adaptation est conforme à la série d'origine. ASCII Media Works a publié le premier volume tankōbon le 27 juin 2012 ; à ce jour, vingt-et-un volumes tankōbon ont été publiés.
Débutant dans le numéro de juillet 2012 du  magazine Dengeki Maoh, paru le 27 mai 2012, Hataraku maō-sama! High School! (はたらく魔王さま! ハイスクール!, Hataraku maō-sama! Haisukūru!) est une série dérivée de manga dessinée par Kurone Mishima,. L'histoire place nos personnages dans un milieu scolaire où Sadao Maō a pour objectif de devenir le président du bureau des élèves de son lycée tandis qu'Emi Yusa vise également cette position. Le dernier chapitre est sorti dans le numéro de avril 2015, publié le 27 février 2015,,. Elle est composée au total de 5 volumes tankōbon édités par ASCII Media Works entre janvier 2013 et avril 2015,. Une adaptation light novel sous le titre Hataraku maō-sama! High School N! (はたらく魔王さま! ハイスクールN!) est publiée le 10 février 2017  (ISBN 978-4-04-892667-6),.
En Amérique du Nord, la maison d'édition Yen Press publie également la version anglaise des deux séries depuis 2015,,.
Une adaptation du roman dérivé Hataraku maō-sama no meshi! (はたらく魔王さまのメシ！) est lancée le 28 août 2019 sur le site ComicWalker de Kadokawa. Celle-ci est réalisée par Oji Sadō. Le premier volume est publié en mars 2020.

### Anime
Une adaptation en anime a été annoncée en octobre 2012. Celle-ci est réalisée par Naoto Hosoda au studio d'animation White Fox, avec les scripts de Masahiro Yokotani et les chara-designs d'Atsushi Ikariya adaptant ceux de 029,. Composée de 13 épisodes, la série est diffusée pour la première fois au Japon du 4 avril au 27 juin 2013 sur Tokyo MX, et un peu plus tard sur KBS, SUN, BS Nittele, TVA et AT-X,. En Amérique du Nord, la série est diffusée en simulcast/streaming par Funimation ; la société a également publié les Blu-ray/DVD dans la région durant l'été 2014. Dans les îles Britanniques, la série est distribuée par Manga Entertainment. Siren Visual est le distributeur de The Devil is a Part-Timer! pour l'Australie et la Nouvelle-Zélande, et passe un accord avec Madman Anime pour diffuser la série sur leur plateforme AnimeLab en septembre 2014.
Lors de l'événement Kadokawa Light Novel Expo 2020, la maison d'édition Kadokawa révèle qu'une seconde saison est en cours de production et reprend la distribution des seiyū de la première saison.
La chanson de l'opening de la série, intitulée Zero!!, est interprétée par Minami Kuribayashi (ja), tandis que le duo de pop rock nano.RIPE (en) ont réalisé les trois chansons servant d'ending à la série, intitulées Gekka (月花), Star Chart (スターチャート, Sutāchāto) et Tsumabiku hitori (ツマビクヒトリ).

#### Liste des épisodes

##### Saison 1
| No | Titre français                                                           | Titre japonais                         | Titre japonais                                    | Date de 1re diffusion |
| No | Titre français                                                           | Kanji                                  | Rōmaji                                            | Date de 1re diffusion |
| -- | ------------------------------------------------------------------------ | -------------------------------------- | ------------------------------------------------- | --------------------- |
| 1  | Le roi-démon arrive à Sasazuka                                           | 魔王、笹塚に立つ                       | Maō, Sasazuka ni tatsu                            | 4 avril 2013          |
| 2  | Le héros reste au château du roi-démon pour une priorité professionnelle | 勇者、仕事優先で魔王城に泊まる         | Yūsha, shigoto yūsen de maōjō ni tomaru           | 11 avril 2013         |
| 3  | Le roi-démon en rendez-vous galant avec sa cadette à Shinjuku            | 魔王、新宿で後輩とデートする           | Maō, Shinjuku de kōhai to dēto suru               | 18 avril 2013         |
| 4  | Le héros expérimente la chaleur humaine                                  | 勇者、心の温かさに触れる               | Yūsha, kokoro no atatakasa ni fureru              | 25 avril 2013         |
| 5  | Le roi-démon et le héros sauvent Sasazuka                                | 魔王と勇者、笹塚を救う                 | Maō to yūsha, Sasazuka o sukuu                    | 2 mai 2013            |
| 6  | Le roi-démon monte les marches de l'école                                | 魔王、学校の階段を昇る                 | Maō, gakkō no kaidan o noboru                     | 9 mai 2013            |
| 7  | Le budget du roi-démon est sauvé par le voisinage                        | 魔王、近所付き合いで家計を助けられる   | Maō, kinjozukiai de kakei o tasukerareru          | 16 mai 2013           |
| 8  | Le héros débarque dans le boxon                                          | 勇者、修羅場に突入する                 | Yūsha, shuraba ni totsunyū suru                   | 23 mai 2013           |
| 9  | Le héros s'expérimente dans le boxon                                     | 勇者、修羅場を経験する                 | Yūsha, shuraba o keiken suru                      | 30 mai 2013           |
| 10 | Le roi-démon et le héros passent une journée différente de leur routine  | 魔王と勇者、いつもと違った日常を過ごす | Maō to yūsha, itsumo to chigatta nichijō o sugosu | 6 juin 2013           |
| 11 | Le héros tient à ses convictions                                         | 勇者、己の信念を貫く                   | Yūsha, onore no shinnen o tsuranuku               | 13 juin 2013          |
| 12 | Le roi-démon accomplit son devoir                                        | 魔王、己の職責を果たす                 | Maō, onore no shokuseki o gatasu                  | 20 juin 2013          |
| 13 | Le roi-démon et le héros travaillent durement et honnêtement             | 魔王と勇者、真っ当に仕事に励む         | Maō to yūsha, mattō ni shigoto ni hagemu          | 27 juin 2013          |

##### Saison 2
| No | Titre français                                                                     | Titre japonais                                 | Titre japonais                                              | Date de 1re diffusion |
| No | Titre français                                                                     | Kanji                                          | Rōmaji                                                      | Date de 1re diffusion |
| -- | ---------------------------------------------------------------------------------- | ---------------------------------------------- | ----------------------------------------------------------- | --------------------- |
| 1  | Les cris du Roi-démon à Sasazuka                                                   | 魔王、笹塚に叫ぶ                               | Maō, Sasazuka ni sakebu                                     | 14 juillet 2022       |
| 2  | Le Roi-démon et le héros deviennent contre toute attente parents                   | 魔王と勇者、身に覚えなく親になる               | Maō to yūsha, mi ni oboenaku oya ni naru                    | 21 juillet 2022       |
| 3  | Le Roi-démon et le héros vont au parc d'attraction comme conseillers               | 魔王と勇者、勧めに従い遊園地に行く             | Maō to yūsha, susume ni shitagai yuenchi ni iku             | 28 juillet 2022       |
| 4  | Le Roi-démon comprend la douleur de perdre quelque chose de précieux               | 魔王、大切なものを失う苦しみを知る             | Maō, taisetsu na mono o ushinau kurushimi o shiru           | 4 août 2022           |
| 5  | Sans domicile ni travail, le Roi-démon broie du noir                               | 魔王、家も仕事も失い途方に暮れる               | Maō, ie mo dhigoto mo ushinai tohōnikureru                  | 11 août 2022          |
| 6  | Le héros aide le Roi-démon à réaménager son lieu de travail                        | 勇者、魔王の職場の大改造に協力する             | Yūsha, maō no shokuba no dai kaizō ni kyōryoku suru         | 18 août 2022          |
| 7  | Le Roi-démon apprend que Choshi (et le monde) sont plus grands qu'il ne le pensait | 魔王、銚子と世界の広さを知る                   | Maō, Chōshi to sekai no hiro-sa o shiru                     | 25 août 2022          |
| 8  | Le Roi-démon commence à cultiver                                                   | 魔王、就農する                                 | Maō, shūnō suru                                             | 1er septembre 2022    |
| 9  | Le Roi-démon et le héros se lèvent pour défendre les Sasakis                       | 魔王と勇者、佐々木家を守るために立ち上がる     | Maō to yūsha, Sasaki-ke o mamoru tame ni tachiagaru         | 8 septembre 2022      |
| 10 | Le Roi-démon insiste lourdement pour acheter une télé                              | 魔王、テレビ購入を強硬に主張する               | Maō, terebi kōnyū o kyōkō ni shuchō suru                    | 15 septembre 2022     |
| 11 | Le Roi-démon prêche les relations avec les humains                                 | 魔王、人との関わりを説く                       | Maō, hito to no kakawari o toku                             | 22 septembre 2022     |
| 12 | Le Roi-démon et le héros se concentrent sur le présent                             | 魔王と勇者、とりあえず目の前の出来事に集中する | Maō to yūsha, toriaezu me no mae no dekigoto ni shūchū suru | 29 septembre 2022     |

## Accueil
En 2014, Hataraku maō-sama! remporte le Prix Light Novel du magazine Da Vinci.
En mars 2017, il a été annoncé que la série de romans a dépassé les 2,7 millions de copies imprimées.

### Œuvres
Édition japonaise
Light novel
1. 1 2  (ja) « はたらく魔王さま！ », sur Dengeki Bunko
2. 1 2  (ja) « はたらく魔王さま！2 », sur Dengeki Bunko
3. 1 2  (ja) « はたらく魔王さま！3 », sur Dengeki Bunko
4. 1 2  (ja) « はたらく魔王さま！4 », sur Dengeki Bunko
5. 1 2  (ja) « はたらく魔王さま！5 », sur Dengeki Bunko
6. 1 2  (ja) « はたらく魔王さま！6 », sur Dengeki Bunko
7. 1 2  (ja) « はたらく魔王さま！7 », sur Dengeki Bunko
8. 1 2  (ja) « はたらく魔王さま！8 », sur Dengeki Bunko
9. 1 2  (ja) « はたらく魔王さま！9 », sur Dengeki Bunko
10. 1 2  (ja) « はたらく魔王さま！10 », sur Dengeki Bunko
11. 1 2  (ja) « はたらく魔王さま！11 », sur Dengeki Bunko
12. 1 2  (ja) « はたらく魔王さま！0 », sur Dengeki Bunko
13. 1 2  (ja) « はたらく魔王さま！12 », sur Dengeki Bunko
14. 1 2  (ja) « はたらく魔王さま！13 », sur Dengeki Bunko
15. 1 2  (ja) « はたらく魔王さま！14 », sur Dengeki Bunko
16. 1 2  (ja) « はたらく魔王さま！15 », sur Dengeki Bunko
17. 1 2  (ja) « はたらく魔王さま！16 », sur Dengeki Bunko
18. 1 2  (ja) « はたらく魔王さま！0-II », sur Dengeki Bunko
19. 1 2  (ja) « はたらく魔王さま！17 », sur Dengeki Bunko
20. 1 2  (ja) « はたらく魔王さま！18 », sur Dengeki Bunko
21. 1 2  (ja) « はたらく魔王さま！SP », sur Dengeki Bunko
22. 1 2  (ja) « はたらく魔王さま！SP2 », sur Dengeki Bunko
23. 1 2  (ja) « はたらく魔王さま！19 », sur Dengeki Bunko
24. 1 2  (ja) « はたらく魔王さま！20 », sur Dengeki Bunko
25. 1 2  (ja) « はたらく魔王さまのメシ！ », sur Dengeki Bunko
26. 1 2  (ja) « はたらく魔王さま！21 », sur Dengeki Bunko

Manga
Hataraku maō-sama!
1. 1 2  (ja) « はたらく魔王さま!(1) », sur Kadokawa
2. 1 2  (ja) « はたらく魔王さま!(2) », sur Kadokawa
3. 1 2  (ja) « はたらく魔王さま!(3) », sur Kadokawa
4. 1 2  (ja) « はたらく魔王さま!(4) », sur Kadokawa
5. 1 2  (ja) « はたらく魔王さま!(5) », sur Kadokawa
6. 1 2  (ja) « はたらく魔王さま!(6) », sur Kadokawa
7. 1 2  (ja) « はたらく魔王さま!(7) », sur Kadokawa
8. 1 2  (ja) « はたらく魔王さま!(8) », sur Kadokawa
9. 1 2  (ja) « はたらく魔王さま!(9) », sur Kadokawa
10. 1 2  (ja) « はたらく魔王さま!(10) », sur Kadokawa
11. 1 2  (ja) « はたらく魔王さま!(11) », sur Kadokawa
12. 1 2  (ja) « はたらく魔王さま!(12) », sur Kadokawa
13. 1 2  (ja) « はたらく魔王さま!(13) », sur Kadokawa
14. 1 2  (ja) « はたらく魔王さま!(14) », sur Kadokawa
15. 1 2  (ja) « はたらく魔王さま!(15) », sur Kadokawa
16. 1 2  (ja) « はたらく魔王さま!(16) », sur Kadokawa
17. 1 2  (ja) « はたらく魔王さま!(17) », sur Kadokawa
18. 1 2  (ja) « はたらく魔王さま!(18) », sur Kadokawa
19. 1 2  (ja) « はたらく魔王さま!(19) », sur Kadokawa
20. 1 2  (ja) « はたらく魔王さま!(20) », sur Kadokawa
21. 1 2  (ja) « はたらく魔王さま!(21) », sur Kadokawa

Hataraku maō-sama! High School!
1. 1 2  (ja) « Tome 01 », sur Kadokawa
2. 1 2  (ja) « Tome 02 », sur Kadokawa
3. 1 2  (ja) « Tome 03 », sur Kadokawa
4. 1 2  (ja) « Tome 04 », sur Kadokawa
5. 1 2  (ja) « Tome 05 », sur Kadokawa

Hataraku maō-sama no meshi!
1. 1 2  (ja) « Tome 01 », sur Dengeki Bunko
2. 1 2  (ja) « Tome 02 », sur Dengeki Bunko
3. 1 2  (ja) « Tome 03 », sur Dengeki Bunko